# Wanda Piłsudska
Wanda Piłsudska (ur. 7 lutego 1918 w Warszawie, zm. 16 stycznia 2001 tamże) – polska lekarka psychiatra, córka Aleksandry Szczerbińskiej i Józefa Piłsudskiego.

## Życiorys
Urodziła się 7 lutego 1918 roku jako pierwsza z przedślubnych córek Aleksandry Szczerbińskiej i Józefa Piłsudskiego. Młodość spędziła głównie w Warszawie, gdzie mieszkała z rodziną w Belwederze oraz w Sulejówku w dworku „Milusin” podarowanym Piłsudskiemu przez żołnierzy. 1 lipca 1928 Wanda i jej siostra Jadwiga zostały matkami chrzestnymi dwóch statków, nazwanych odpowiednio Jadwiga i Wanda. Po śmierci Marszałka, 2 kwietnia 1936 Rada Familijna, powołana do opieki nad obiema córkami, wyraziła zgodę na zakup dla nich folwarku na wschodzie Polski.
Jesienią 1936, Wanda Piłsudska została immatrykulowana przez rektora Szkoły Głównej Gospodarstwa Wiejskiego w Warszawie, prof. Jana Miklaszewskiego do grona słuchaczy tej uczelni. W 1937 r. zdała maturę w Liceum Żeńskim Fundacji im. Wandy z Posseltów Szachtmajerowej.
We wrześniu 1939 roku wraz z matką i młodszą siostrą Jadwigą została ewakuowana specjalnym samolotem przez Szwecję do Anglii. W Edynburgu skończyła medycynę. Następnie pracowała jako psychiatra w polskim szpitalu pod Londynem. Była zaangażowana w pracę Instytutu im. Józefa Piłsudskiego w Londynie.
Jesienią 1990 roku powróciła na stałe do Polski. W listopadzie 2000 roku odzyskała rodzinny dworek „Milusin” w Sulejówku, w którym utworzyła muzeum Józefa Piłsudskiego.
Wanda Piłsudska zmarła po długiej chorobie 16 stycznia 2001 w Warszawie. Pochowana została na cmentarzu Powązkowskim (kwatera 6-5-29). W testamencie zapisała swój cały majątek na utworzenie Muzeum Józefa Piłsudskiego w Sulejówku.

## Odznaczenia
- Krzyż Oficerski Orderu Odrodzenia Polski (19 marca 1979)[5]

## Genealogia
| Praprapradziadkowie | Kazimierz Ludwik Piłsudski ∞ 1750 Rozalia Puzyna                            | Walerian Bilewicz ∞ Połubińska                                              | Ignacy Butler ∞ N.N.                                                        | Billewicz ∞ N.N.                                                            | Adam Billewicz ∞ N.N.                                                   | Kownacki ∞ N.N.                                                         | Joachim Michałowski (1744–1831) ∞ Ludwika Taraszkiewicz (1784–1836)     | Wincenty Butler (zm. 1843) ∞ Małgorzata Billewicz (zm. ok. 1861)        | Szczerbiński ∞ N.N.                                                             | N.N. ∞ N.N.                                                                     | N.N. ∞ N.N.                                                                     | N.N. ∞ N.N.                                                                     | Zahorski ∞ N.N.                                                                 | N.N. ∞ N.N.                                                                     | Truskolaski ∞ N.N.                                                              | N.N. ∞ N.N.                                                                     |
| Prapradziadkowie    | Kazimierz Piłsudski (1752-ok. 1820) ∞ Anna Billewicz (1761–1837)            | Kazimierz Piłsudski (1752-ok. 1820) ∞ Anna Billewicz (1761–1837)            | Wincenty Butler (zm. 1843) ∞ Małgorzata Billewicz (zm. ok. 1861)            | Wincenty Butler (zm. 1843) ∞ Małgorzata Billewicz (zm. ok. 1861)            | Kacper Billewicz (zm. ok. 1840) ∞ Kownacka                              | Kacper Billewicz (zm. ok. 1840) ∞ Kownacka                              | Wojciech Michałowski ∞ Elżbieta Butler (zm. 1894)                       | Wojciech Michałowski ∞ Elżbieta Butler (zm. 1894)                       | Szczebiński ∞ N.N.                                                              | Szczebiński ∞ N.N.                                                              | N.N. ∞ N.N.                                                                     | N.N. ∞ N.N.                                                                     | Zahorski ∞ N.N.                                                                 | Zahorski ∞ N.N.                                                                 | Truskolaski ∞ N.N.                                                              | Truskolaski ∞ N.N.                                                              |
| Pradziadkowie       | Piotr Paweł Piłsudski (1794–1851) ∞ 1832 Teodora Urszula Butler (1811–1886) | Piotr Paweł Piłsudski (1794–1851) ∞ 1832 Teodora Urszula Butler (1811–1886) | Piotr Paweł Piłsudski (1794–1851) ∞ 1832 Teodora Urszula Butler (1811–1886) | Piotr Paweł Piłsudski (1794–1851) ∞ 1832 Teodora Urszula Butler (1811–1886) | Antoni Billewicz (1815–1860) ∞ Helena Michałowska (zm. 1846)            | Antoni Billewicz (1815–1860) ∞ Helena Michałowska (zm. 1846)            | Antoni Billewicz (1815–1860) ∞ Helena Michałowska (zm. 1846)            | Antoni Billewicz (1815–1860) ∞ Helena Michałowska (zm. 1846)            | Szczerbiński ∞ N.N.                                                             | Szczerbiński ∞ N.N.                                                             | Szczerbiński ∞ N.N.                                                             | Szczerbiński ∞ N.N.                                                             | Zahorski ∞ Karolina Truskolaska (zm. 1901)                                      | Zahorski ∞ Karolina Truskolaska (zm. 1901)                                      | Zahorski ∞ Karolina Truskolaska (zm. 1901)                                      | Zahorski ∞ Karolina Truskolaska (zm. 1901)                                      |
| Dziadkowie          | Józef Wincenty Piłsudski (1833–1902) ∞ 1863 Maria Billewicz (1842–1884)     | Józef Wincenty Piłsudski (1833–1902) ∞ 1863 Maria Billewicz (1842–1884)     | Józef Wincenty Piłsudski (1833–1902) ∞ 1863 Maria Billewicz (1842–1884)     | Józef Wincenty Piłsudski (1833–1902) ∞ 1863 Maria Billewicz (1842–1884)     | Józef Wincenty Piłsudski (1833–1902) ∞ 1863 Maria Billewicz (1842–1884) | Józef Wincenty Piłsudski (1833–1902) ∞ 1863 Maria Billewicz (1842–1884) | Józef Wincenty Piłsudski (1833–1902) ∞ 1863 Maria Billewicz (1842–1884) | Józef Wincenty Piłsudski (1833–1902) ∞ 1863 Maria Billewicz (1842–1884) | Piotr Paweł Szczerbiński (zm. ok. 1892) ∞ Julia Jadwiga Zahorska (zm. ok. 1892) | Piotr Paweł Szczerbiński (zm. ok. 1892) ∞ Julia Jadwiga Zahorska (zm. ok. 1892) | Piotr Paweł Szczerbiński (zm. ok. 1892) ∞ Julia Jadwiga Zahorska (zm. ok. 1892) | Piotr Paweł Szczerbiński (zm. ok. 1892) ∞ Julia Jadwiga Zahorska (zm. ok. 1892) | Piotr Paweł Szczerbiński (zm. ok. 1892) ∞ Julia Jadwiga Zahorska (zm. ok. 1892) | Piotr Paweł Szczerbiński (zm. ok. 1892) ∞ Julia Jadwiga Zahorska (zm. ok. 1892) | Piotr Paweł Szczerbiński (zm. ok. 1892) ∞ Julia Jadwiga Zahorska (zm. ok. 1892) | Piotr Paweł Szczerbiński (zm. ok. 1892) ∞ Julia Jadwiga Zahorska (zm. ok. 1892) |

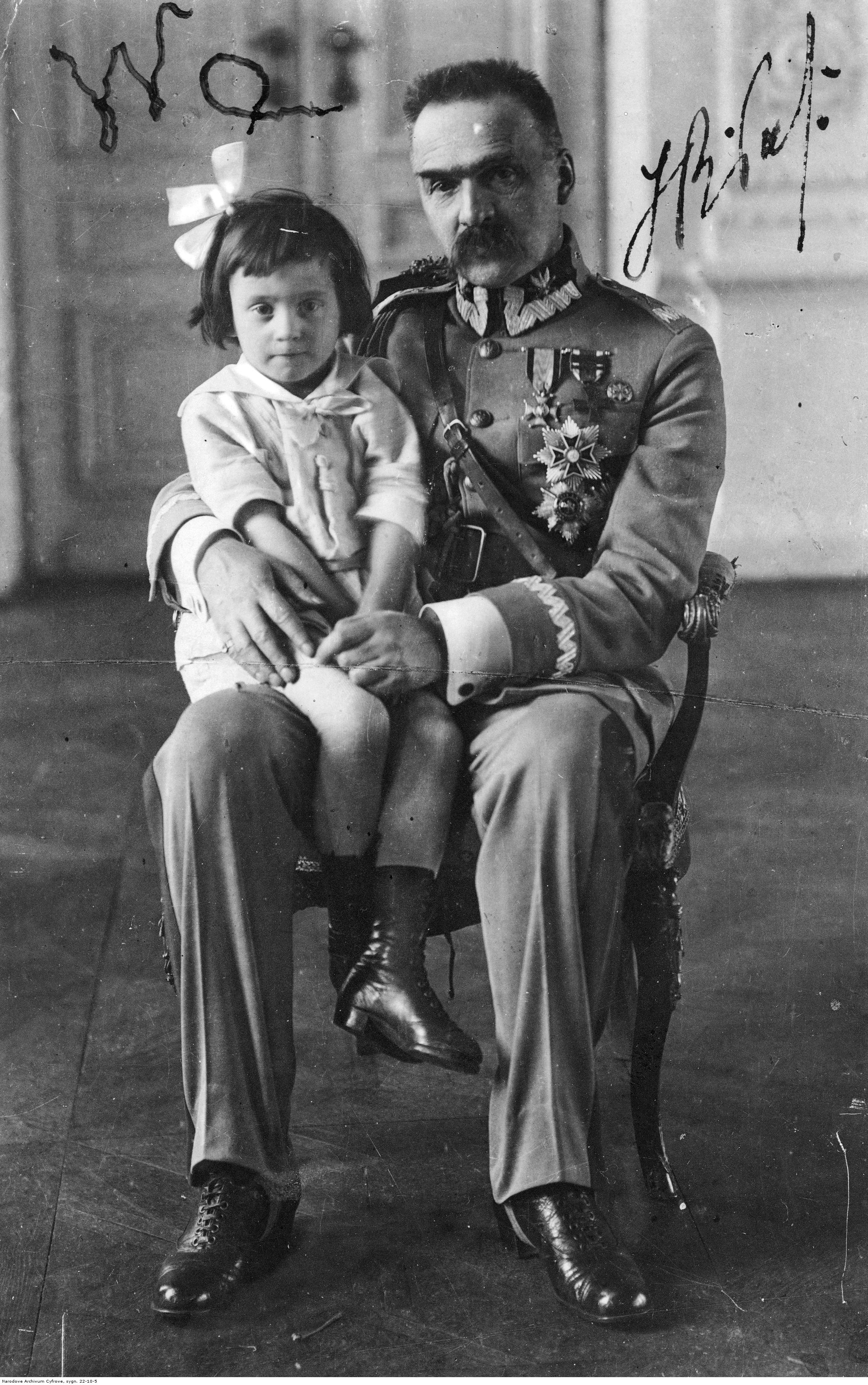
Wanda i Józef Piłsudscy między 1923 a 1926 rokiem

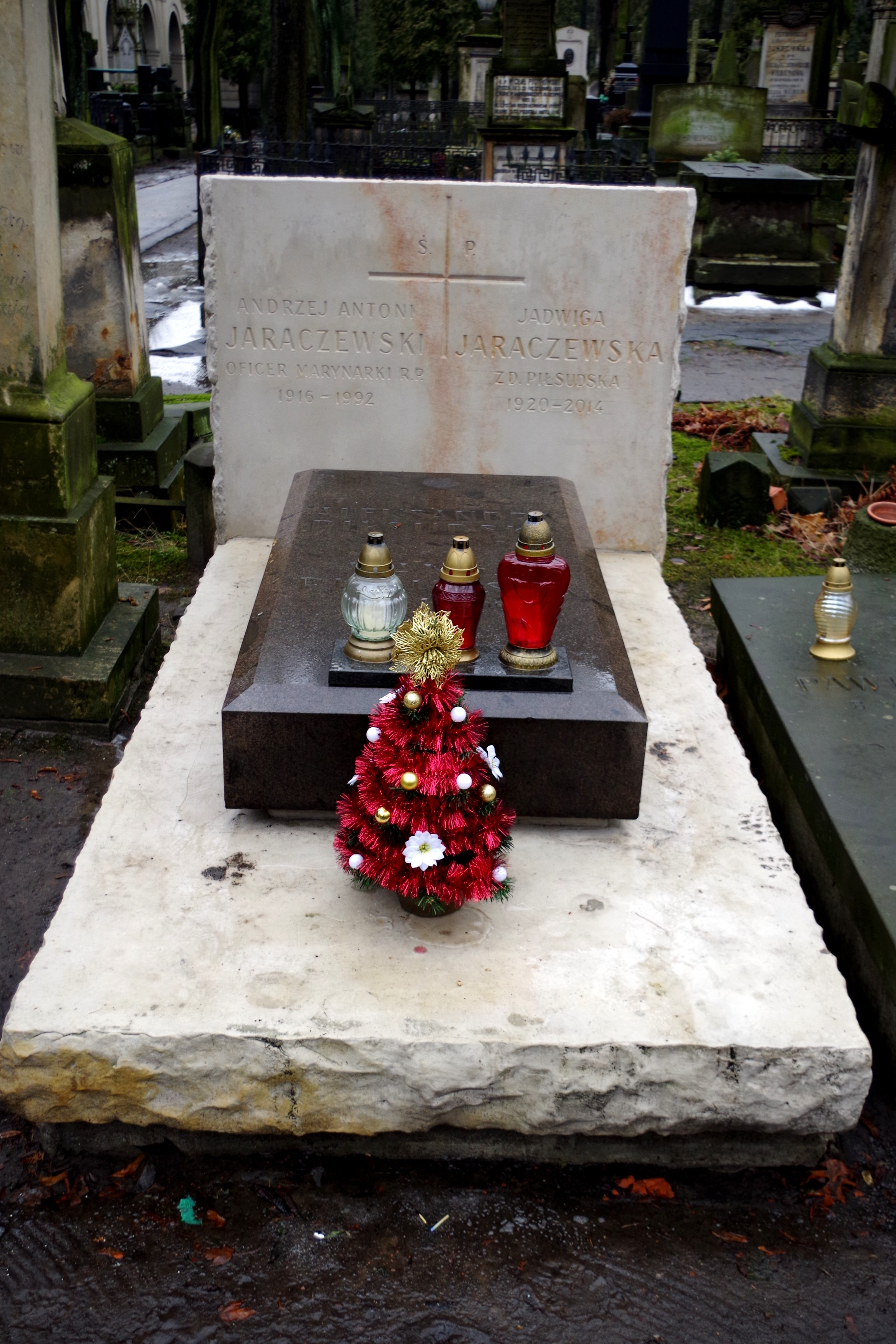
Grób Aleksandry, Jadwigi i Wandy Piłsudskich oraz kapitana Andrzeja Jaraczewskiego na cmentarzu Powązkowskim w Warszawie

| Rodzice             | Józef Piłsudski (1867–1935) ∞ 1921 Aleksandra Szczerbińska (1882–1963)      | Józef Piłsudski (1867–1935) ∞ 1921 Aleksandra Szczerbińska (1882–1963)      | Józef Piłsudski (1867–1935) ∞ 1921 Aleksandra Szczerbińska (1882–1963)      | Józef Piłsudski (1867–1935) ∞ 1921 Aleksandra Szczerbińska (1882–1963)      | Józef Piłsudski (1867–1935) ∞ 1921 Aleksandra Szczerbińska (1882–1963)  | Józef Piłsudski (1867–1935) ∞ 1921 Aleksandra Szczerbińska (1882–1963)  | Józef Piłsudski (1867–1935) ∞ 1921 Aleksandra Szczerbińska (1882–1963)  | Józef Piłsudski (1867–1935) ∞ 1921 Aleksandra Szczerbińska (1882–1963)  | Józef Piłsudski (1867–1935) ∞ 1921 Aleksandra Szczerbińska (1882–1963)          | Józef Piłsudski (1867–1935) ∞ 1921 Aleksandra Szczerbińska (1882–1963)          | Józef Piłsudski (1867–1935) ∞ 1921 Aleksandra Szczerbińska (1882–1963)          | Józef Piłsudski (1867–1935) ∞ 1921 Aleksandra Szczerbińska (1882–1963)          | Józef Piłsudski (1867–1935) ∞ 1921 Aleksandra Szczerbińska (1882–1963)          | Józef Piłsudski (1867–1935) ∞ 1921 Aleksandra Szczerbińska (1882–1963)          | Józef Piłsudski (1867–1935) ∞ 1921 Aleksandra Szczerbińska (1882–1963)          | Józef Piłsudski (1867–1935) ∞ 1921 Aleksandra Szczerbińska (1882–1963)          |
|                     | Wanda Piłsudska (1918–2001)                                                 |                                                                             |                                                                             |                                                                             |                                                                         |                                                                         |                                                                         |                                                                         |                                                                                 |                                                                                 |                                                                                 |                                                                                 |                                                                                 |                                                                                 |                                                                                 |                                                                                 |